# Георгије Карло Руми
Др Георгије Карло Руми (нем. Karl Georg Rumy; свк. Karol Juraj Rumy; мађ. Rumy Károly György; псеудоним Драгутин; Спишка Нова Вес, 18. новембар 1780 — Острогон, 5. април 1847) био је словачки полихистор, филолог, природњак и евангелички свештеник који је био трећи директор Карловачке гимназије.

## Биографија

### Породица
Рођен је у породици трговца Јана Јураја Румија и његове супруге Ане Зузане.

### Образовање
Гимназију је похађао у Кежмарку и Дебрецину. Потом студира филозофију на Универзитету у Гетингену (1800-1803) и Витенбергу, где је 1809. стекао звање доктора наука.

### Каријера
По завршетку основних студија био је префект на Педагошком институту и професор математике и немачке стилистике на Лицеју у Кежмарку (1803). Потом је био конректор и професор грчког, латинског, немачког, француског, историје и географије гимназије у Ћешину (1805), ректор школе у Спишкој Новој Веси (1807), професор на Лицеју у Љевочи (1808) и евангелички свештеник у Смолњику. Професор филозофије и историје на Лицеју у Шопрону постао је 1810, а 1813. ради као професор природне историје и управљања имањем на Георгикону у Кестхељу. Директор Карловачке гимназије постао је 1816. године. Након тога прелази у Пожун, где је био подректор и катихета евангеличког Лицеја (1821-1824). По завршетку овог ангажмана кратак период живи у Бечу. Пошто је прешао у католичку веру добио је радно место професора права и библиотекара у Надбискупском пресбитерију у Острогону.

### Боравак у Сремским Карловцима
Руми је у Карловцима на месту директора Гимназије провео пет година (1816-1821). Увео је грчки језик као предмет у школи, и био први његов предавач. Такође је желео да настави рад претходног директора Андреја Волног на сакупљању ретких примерака карловачке и сремске флоре. Са митрополитом Стефаном Стратимировићем брзо је постао пријатељ, а митрополит је у три наврата крстио Румијеву децу (два сина и ћерку). Током рада у Гимназији Руми се жалио на мала и нередовна примања. Иако је уложио пуно труда да одржи реноме Гимназије завадио се и са ученицима и са карловачким грађанством због свог темперамента и недостатка педагошких способности. Карловце је напустио пошто се указала прилика да добије боље плаћено радно место у Пожуну.
Како је смрт митрополита Стратимировића 1836. затекла Румија у посети Карловцима написао је, као што је и обећао, некролог посвећен покојном митрополиту - у Gemeinnützige Blätter (у бројевима од 13, 16, 20. и 22. октобра 1836) и у Новинама србским (бројеви 41-44 за 1836. годину).

### Научни рад
Радове из области немачке и мађарске филологије, стилистике, топографије, ботанике, зоологије, географије и економије објављивао је на немачком, мађарском, латинском, словачком, српском и хрватском језику. Водио је кореспонденцију са научницима из читаве Европе. Такође је сакупљао словачке и хрватске народне песме и био је сарадник неколико енциклопедија.
Био је члан Друштва љубитеља словачког језика и књижевности, Минералошког друштва у Јени и кореспондентни члан Друштва српске словесности (од 1842).
Након смрти његова богата библиотека постала је власништво Мађарске академије наука.